# Felsted (Essex)
Felsted is een civil parish in het bestuurlijke gebied Uttlesford, in het Engelse graafschap Essex. In 2001 telde het dorp 2843 inwoners. De parish omvat de gehuchten Bannister Green, Cobblers Green, Cock Green, Frenches Green, Gransmore Green, Mole Hill Green, Pyes Green, Thistley Green en Willow Green.